# دنیل آلبرتو چافر
دنیل آلبرتو چافر (انگلیسی: Daniel Alberto Chafer؛ زادهٔ ۱۹ سپتامبر ۱۹۸۱) بازیکن فوتبال اهل آرژانتین است.
از باشگاه‌هایی که در آن بازی کرده‌است می‌توان به باشگاه فوتبال ویرتوس لانچانو اشاره کرد.